# Anschläge auf die Moskauer Metro 2010

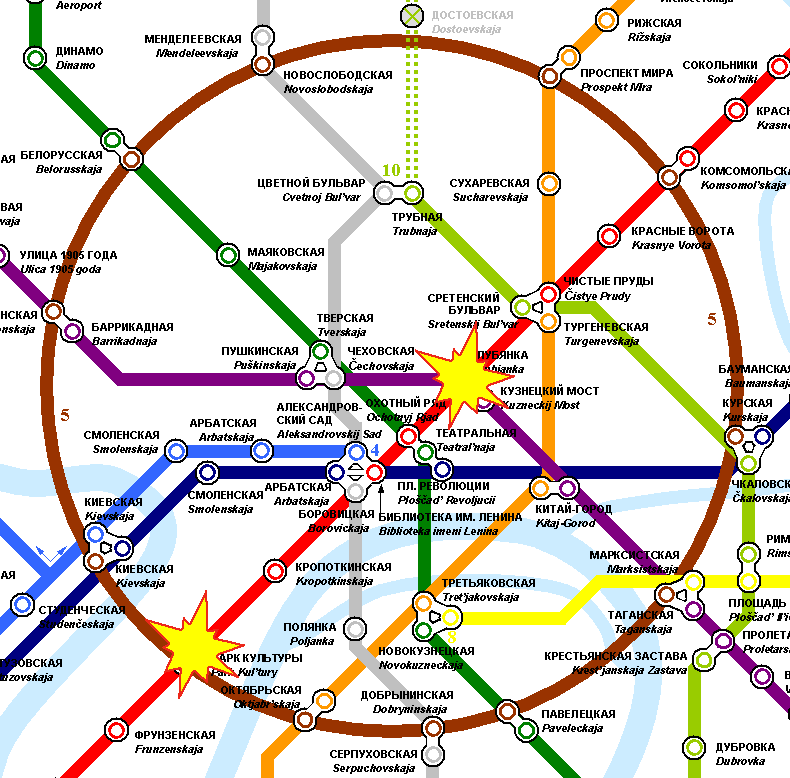
Orte der Explosionen auf dem Linienplan der Metro

Die Anschläge am 29. März 2010 in Moskau waren Sprengstoffanschläge in zwei Stationen der „roten Linie“ der Moskauer Metro in der Innenstadt Moskaus, bei denen 40 Menschen ums Leben kamen und über 100 weitere zum Teil schwer verletzt wurden.

## Ablauf
Die erste Explosion ereignete sich um 07:56 Uhr Moskauer Zeit (3:56 Uhr UTC) in der Station Lubjanka, welche sich in unmittelbarer Nähe der Zentrale des russischen Inlandsgeheimdienstes FSB befindet. Eine zweite Explosion ereignete sich um 08:38 Uhr Ortszeit in der Station Park Kultury.
Beide Sprengsätze waren mit Schrauben vollgepackt, um eine Schrapnellwirkung zu erzielen. In beiden Stationen kam es nach den Explosionen zu einer Massenpanik.
Alexander Bortnikow, der Direktor des FSB, gab noch am selben Tag unter Berufung auf ein vorläufiges Gutachten bekannt, dass es sich bei dem verwendeten Sprengstoff um Hexogen gehandelt habe und dass es Hinweise darauf gäbe, dass die Anschläge von kaukasischen Terrorgruppen verübt worden seien. Bortnikow sagte weiter, die Bombe an der U-Bahn-Station Lubjanka sei vier Kilogramm TNT-Äquivalent stark gewesen, diejenige an der Station Park Kultury etwa 1,5 bis zwei Kilogramm TNT. Die Anschläge seien durch zwei Schwarze Witwen ausgeführt worden. Unter Berufung auf Polizeiangaben meldete die Zeitung Kommersant, dass die siebzehnjährige Witwe des von russischen Sicherheitskräften Ende 2009 getöteten tschetschenischen Terroristen Umalat Magomedow den Sprengsatz an die Lubjanka brachte. Beide Täterinnen seien gemeinsam mit dem Bus nach Moskau gefahren.

## Opfer
Bei den Explosionen oder durch ihre Auswirkungen starben 40 Menschen, mehr als 100 weitere Personen wurden zum Teil schwer verletzt. 88 Verletzte mussten in Krankenhäusern behandelt werden.

## Reaktionen

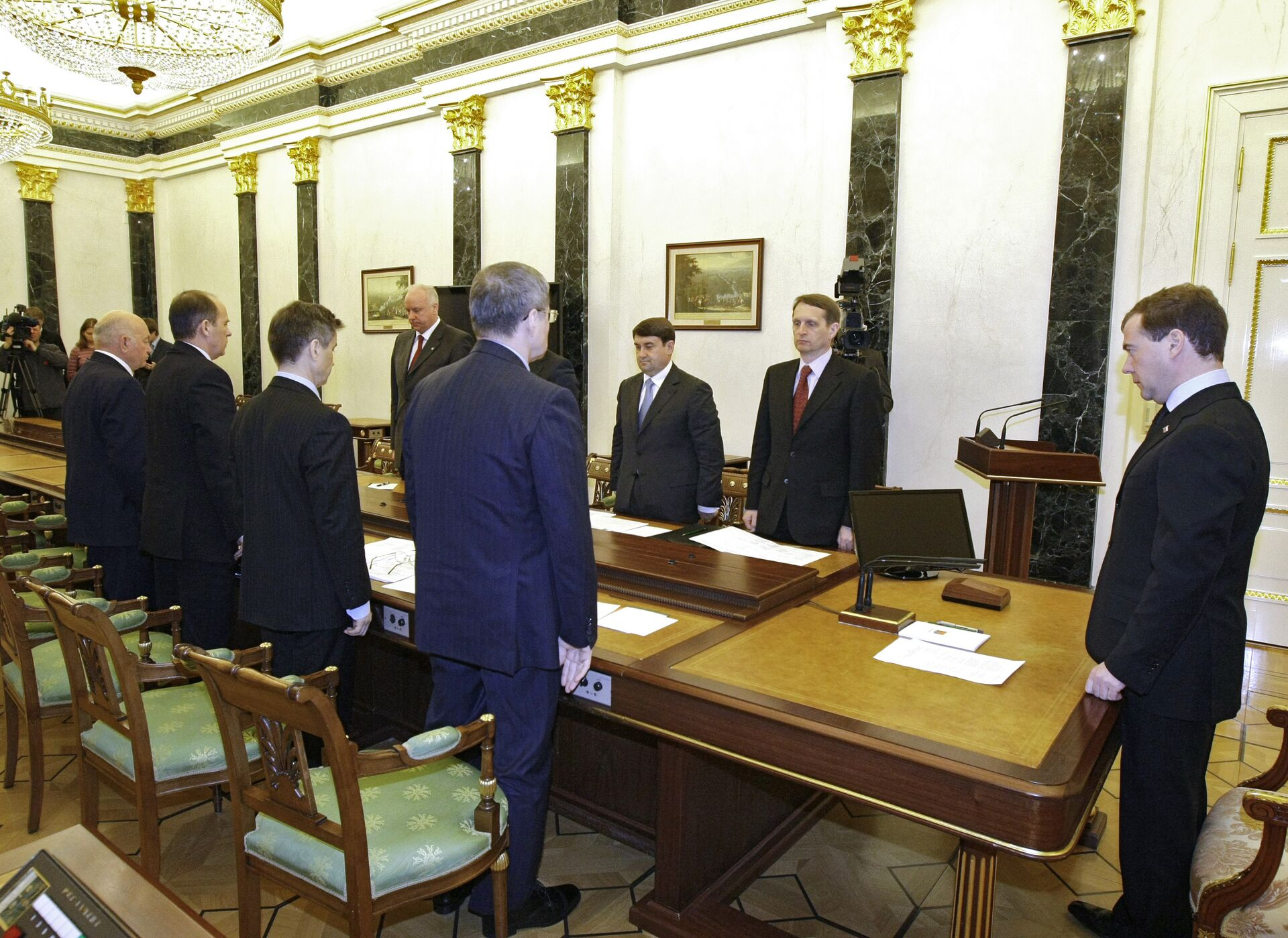
Schweigeminute vor einer Besprechung mit Präsident Medwedew

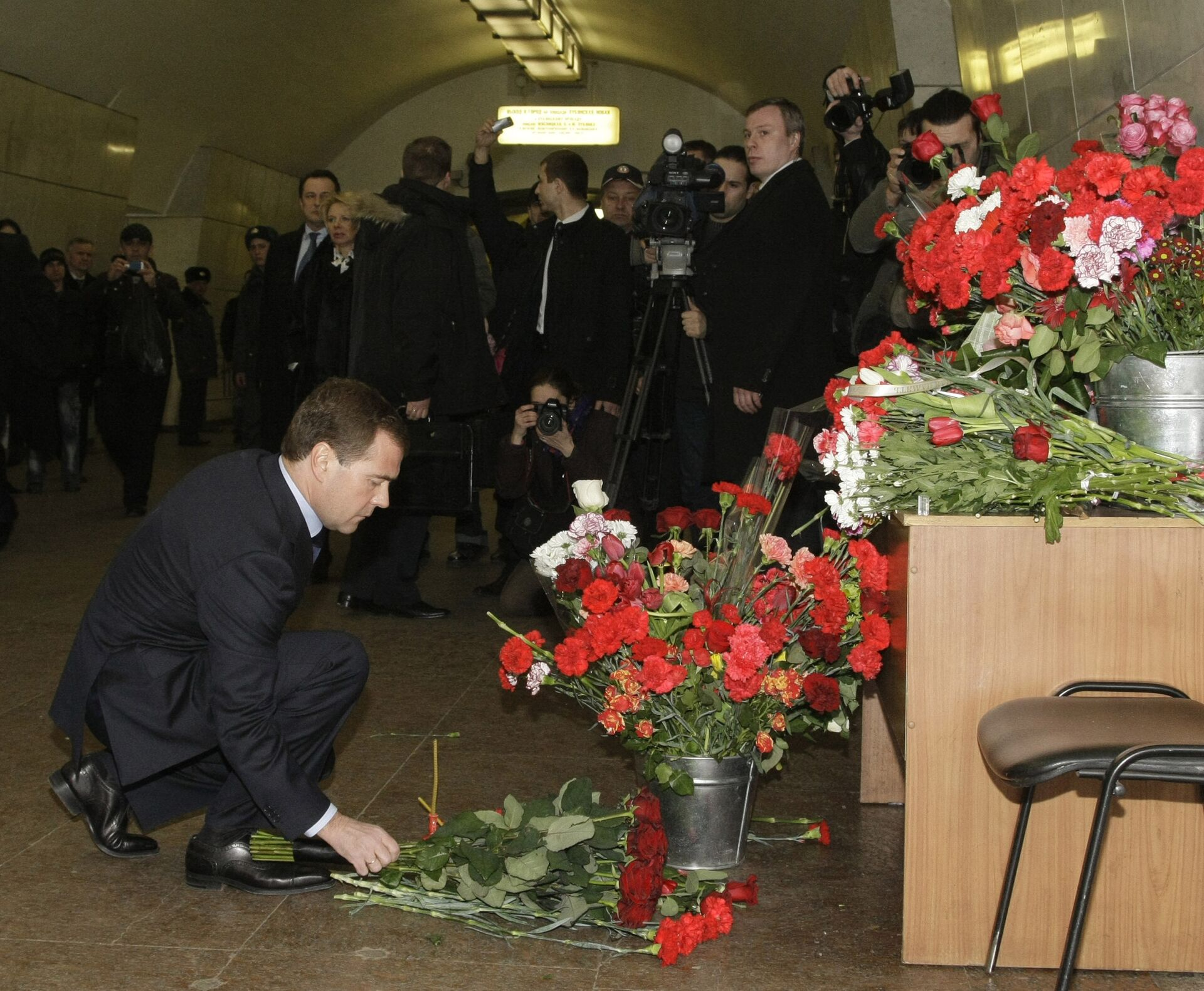
Dmitri Medwedew legt an der Metro-Station Lubjanka Blumen nieder

Der russische Präsident Dmitri Medwedew zeigte sich erschüttert und ließ verlauten, dass derartige Anschläge nicht toleriert würden. International zeigten sich viele Länder und supranationale Institutionen schockiert über die Vorfälle. Am Tag nach den Anschlägen herrschte in Russland Staatstrauer.
Drei Tage nach den Anschlägen forderte Medwedew im kaukasischen Machatschkala sowohl paramilitärische als auch wirtschaftsfördernde Maßnahmen gegen den Terrorismus. Am 4. Juni 2010 kamen im Nordkaukasus bei Kämpfen mit russischen Sicherheitskräften mehrere mutmaßliche Urheber der Anschläge ums Leben.

## Hintergründe
Der Anschlag ist einer in einer Reihe von Anschlägen in Russland, die in den letzten Jahren ausgeführt wurden und von denen etliche tschetschenischen Separatisten zugeschrieben werden.
Zwei Tage nach dem Anschlag erklärte der tschetschenische Guerillakämpfer und Terrorist Doku Umarow in einer über das Internet verbreiteten Videoaufnahme, dass er den Anschlag persönlich befohlen habe. Er kündigte weitere Anschläge an. Umarow bezeichnete die Anschläge als Vergeltungsakt für die Tötung von tschetschenischen und inguschetischen Zivilisten durch russische Sicherheitskräfte am 11. Februar 2010.
Bereits am 31. März explodierten zwei Sprengsätze in der Stadt Kisljar in Dagestan, wodurch neun Polizisten und drei Zivilpersonen getötet wurden. Am 4. April erfolgte ein weiterer Sprengstoffanschlag auf ein Eisenbahngleis bei Isberbasch in Dagestan, allerdings ohne Verletzte, und am 5. April ein Anschlag im inguschetischen Karabulak.